# Raging Bender
«Raging Bender» (укр. «Розлючений Бендер») — восьма серія другого сезону анімаційного серіалу «Футурама», що вийшла в ефір у Північній Америці 27 лютого 2000 року.

Автор сценарію: Льюїс Мортон.

Режисер: Рон Хаґарт.

## Сюжет
Прийшовши зранку на роботу, команда «Міжпланетного експреса» з'ясовує, що Гермес підпав під контроль мозкової присоски. Гермес наказує підлеглим негайно вирушати на планету мозкових присосок, але команда ігнорує його і йде в кіно.
Під час перегляду повнометражної версії «Всіх моїх мікросхем», Бендер встряє в бійку з роботом, який виявляється чемпіоном з роботичних боїв Роботом-Маскою. Послизнувшись на кукурудзяних баранцях з моторним мастилом, Робот-Маска падає, і Бендер виходить з бійки переможцем. За збігом обставин, один з організаторів роботичних боїв також знаходиться в кінотеатрі. Він негайно ж наймає Бендера.
Під керівництвом Ліли Бендер проходить тренування і в першому ж бою, завдяки талану, перемагає Різака-Тесака — робота, озброєного бензопилкою і сокирою. Вибухнувши, Різак-Тесак розлітається на шматки, що непокоїть Бендера. Втім, за лаштунками він бачить свого суперника цілим і неушкодженим і дізнається, що роботичні бої насправді є режисованим шоу, в якому завжди перемагає найпопулярніший робот.
Бендер полишає тренування з Лілою, втім перемагає ще в низці боїв. Але потроху його популярність занепадає. Керівництво роботичних боїв пропонує йому змінити імідж, перетворившись на «Трансбендера» (англ. Gender Bender) — жіночний образ у рожевій пачці — і виступити проти нового суперника, надпотужного бойового робота Деструктора. Бендер просить Лілу допомогти, але вона спершу відмовляється. Згодом з'ясовується, що тренером Деструктора є майстер арктуріанського кунг-фу Фунґ, який тренував Лілу в роки юності. Будучи запеклим сексистом, Фунґ зруйнував мрію Ліли досягти успіхів у бойових мистецтвах, стверджуючи, що їй, як дівчині, бракує «духу воїна», тому вона ніколи не зможе перемогти. Цю образу Ліла пронесла крізь усе життя. Вона погоджується поновити тренування Бендера.
На рингу Деструктор рішуче перемагає, і Бендер просить Фрая
«кинути рушник» (тобто припинити бій, визнавши бендерову поразку), але бачить, що Фрай має на голові мозкову присоску (яку згодом професор знайде померлою від голоду на підлозі). Опинившись під рингом, Ліла з'ясовує, що Фунґ керує роботом Деструктором на віддалі за допомогою технології захоплення руху і віртуальної реальності. Зав'язується бій між Лілою і Фунґом, і Ліла змушує Деструктора вдарити кулаком свого господаря, тим самим збивши й себе самого з ніг. Втім, падаючи, Деструктор підминає під себе Бендера, отже виходить переможцем. По закінченні бою, Ліла і Фрай згортають розпластаного Бендера в «завиванець» і відносять додому.

## Пародії, алюзії, цікаві факти
- «Роботичні бої» у багатьох деталях відтворюють реалії професійного реслінгу (сценічні образи борців, зміна цих образів, ринг, продаж рекламованих товарів, наперед визначені результати двобоїв тощо).
- У кінотеатрі, куди йде команда «Міжпланетного експреса», можна бачити рекламу фільмів, які пародіюють різні справжні стрічки:

- «Воно прилетіло з Землі» — пародія на «Воно прилетіло з космосу» (класична фантастична стереострічка 1953 року).
- «Планета молюсків» — пародія на «Планету мавп».
- «Галактичні війни» (який Ліла називає історичним документальним фільмом) — пародія на «Зоряні війни».
- «Квізблорґ», інопланетний фільм із субтитрами.

- Початкові титри фільму «Всі мої мікросхеми» пародіюють стилістику фільмів про Джеймса Бонда (зокрема «Шпигун, який мене кохав»).
- Робот-продавець у кафетерії кінотеатру нагадує Писклявого Підлітка — персонажа «Сімпсонів»
- Коли Бендер віджимається від підлоги спочатку на одній руці потім без рук, є пародією на рекламу Віагри.

## Особливості українського перекладу
- Імена учасників роботичних боїв:

- Маска
- Різак-Тесак
- Мільярдер-Бот
- Іноземець
- Куряга
- Деструктор
- Сержант Какашкін
- Зек-Бендер/Трансбендер

- Одним з авторів сценарію фільму «Всі мої мікросхеми» зазначений «Вася Пупкін».